# Cianocobalamina reduttasi (elimina cianuro)
La cianocobalamina reduttasi (cianuro-eliminante) è un enzima appartenente alla classe delle ossidoreduttasi, che catalizza la seguente reazione:
cob(I)alamin + cianuro + NADP+ ⇄ cianocob(III)alamina + NADPH + H+
L'enzima è una flavoproteina.